# FM-трансмиттер

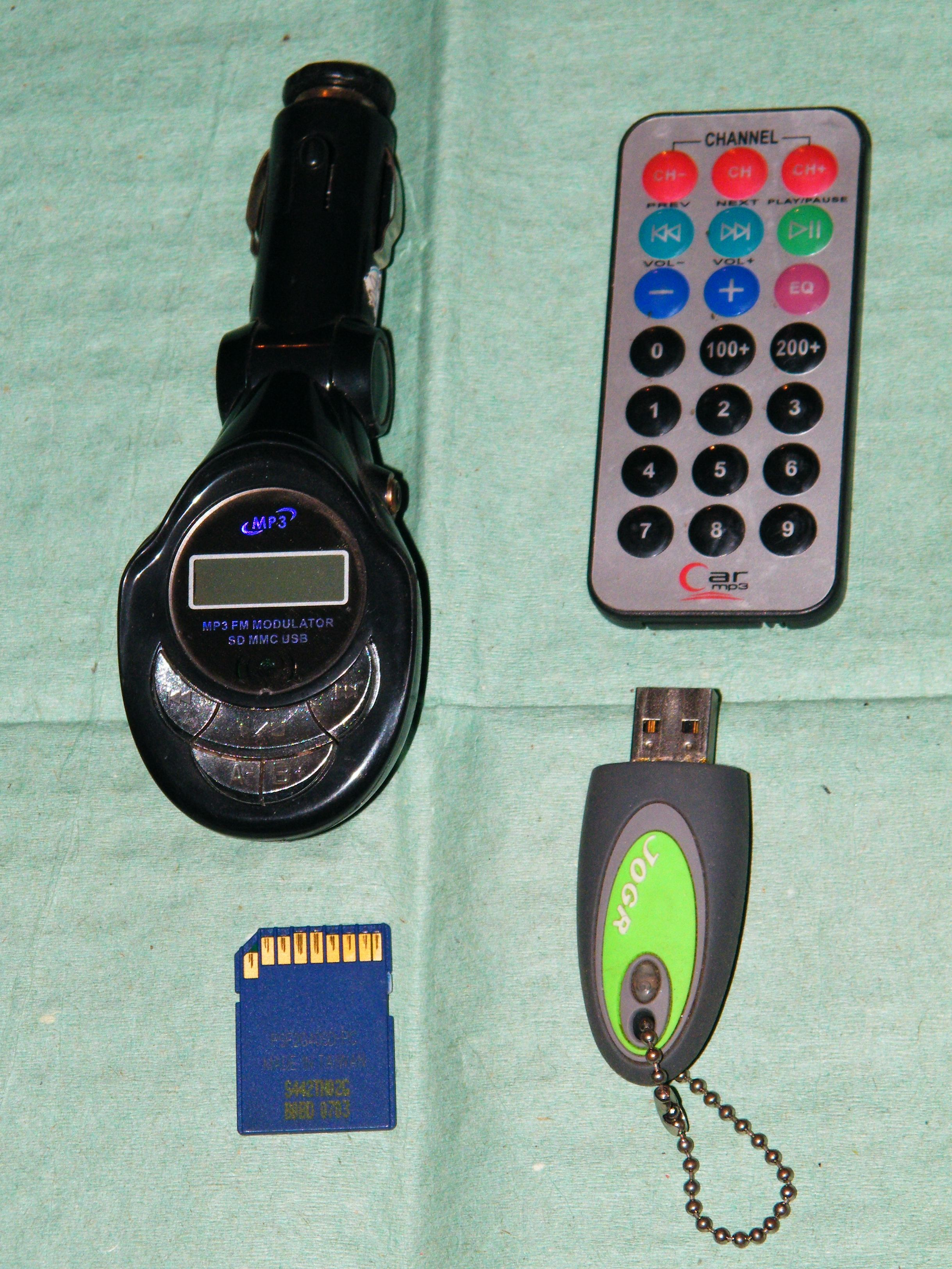
Автомобильный FM-трансмиттер, пульт дистанционного управления, карта памяти SD, USB-флеш-накопитель.

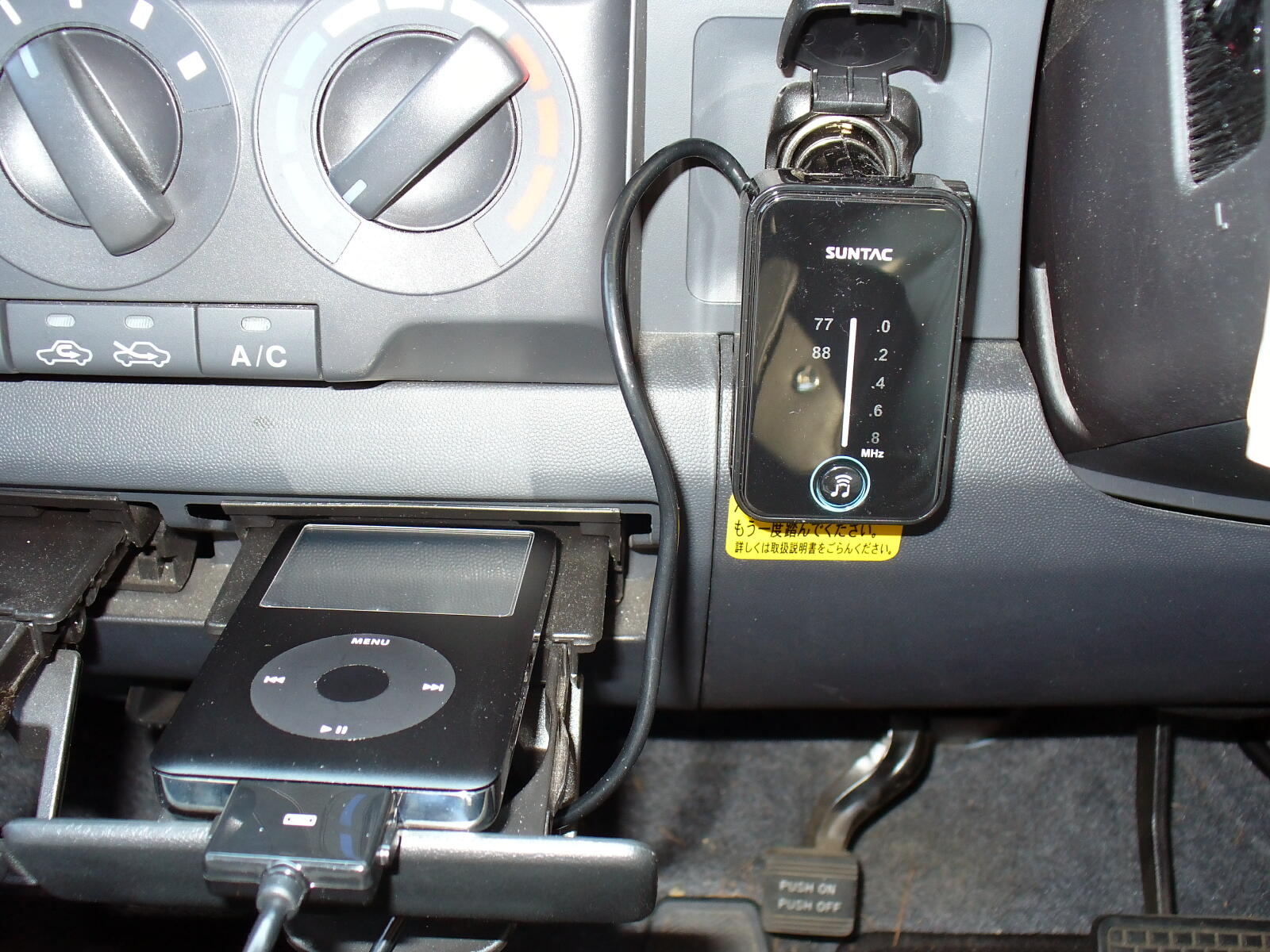
В гнездо прикуривателя вставлен автомобильный FM-трансмиттер, а к нему подключен iPod.
Японский автомобиль, руль справа.

FM-трансми́ттер (FM-передатчик) (трансми́ттер — от лат. transmitto передаю) — радиоэлектронное устройство, предназначенное для передачи аудиофайлов, записанных на флеш-память в эфир с дальнейшим прослушиванием с помощью FM-радиоприёмника.
Применяется преимущественно в автомобилях как недорогое устройство, позволяющее без замены устаревших (на кассетах) или малопригодных для применения в автомобиле (на оптических дисках) устройств воспроизведения звукозаписи (автомагнитол), имеющих FM-тюнер, использовать совместно с ними современные и нечувствительные к пыли и вибрациям устройства хранения  аудиозаписей: USB-флеш-накопитель, и/или карта памяти. В более современных трансмиттерах поддерживается Bluetooth.

## Описание и принцип работы
Автомобильный FM-трансмиттер выполнен в виде компактного устройства, который чаще всего подключается в розетку автомобильного прикуривателя. Для удобства пользования корпус FM-трансмиттера закреплён шарнирно и может менять своё положение относительно штепсельной вилки(зависит от конструкции трансмиттера).
От бортовой сети автомобиля на FM-трансмиттер подаётся электрическое питание (как правило) 12 вольт постоянного тока.
В корпус FM-трансмиттера вставляется USB-флеш-накопитель, и/или карта памяти SD (MicroSD), MMC (или другие, определяется конструкцией FM-трансмиттера), новые модели позволяют подключать IPod и/или IPhone. Возможны ограничения на объём памяти и/или файловую систему подключаемого носителя (например, не более 4 ГБ FAT32 или только 2 ГБ FAT16).
FM-трансмиттер считывает содержание файловой системы флеш-накопителя, выделяя аудиофайлы, записанные в MP3 или в других форматах (WAV, WMA, AAC, Ogg/Vorbis, FLAC, определяется конструкцией). Затем происходит модулирование электромагнитных колебаний FM-трансмиттера (FM-передатчика) аудиосигналом. Сигнал излучается в эфир и может быть принят любым
FM-радиоприёмником, находящимся как в автомобиле так и другим, расположенным поблизости. В конечном итоге водитель и пассажиры автомобиля (а также другой человек, находящийся поблизости с FM-радиоприёмником) слушают музыку, которая воспроизводится с флеш-памяти.
FM-трансмиттер позволяет выбирать файл (из находящихся на носителе) для воспроизведения,
задавать последовательность воспроизведения файлов, регулировать громкость воспроизведения (точнее, на модуляторе задаётся уровень мощности излучаемого радиосигнала, собственно громкость можно отрегулировать и в радиоприёмнике). ЖК-дисплей FM-трансмиттера позволяет прочитать имя файла, а также другую информацию о работе FM-передатчика. Управляют работой кнопками, расположенными на его корпусе. FM-трансмиттер, как правило, снабжён пультом дистанционного управления.
FM-трансмиттер (FM-передатчик) должен быть настроен на свободную от эфирного вещания частоту FM-диапазона. На эту же частоту настраивается радиоприёмник. Качество звучания аудио файлов через систему FM-трансмиттер - FM-радиоприёмник заметно ниже, чем этих же файлов на проигрывающем устройстве или компьютере.

## Закон
Во многих странах подобные приборы продаются свободно при соблюдении всех критерий, указанных в стандартах конкретного государства, необходимости проводить регистрацию передатчика нет. В России мощность не должна превышать -43 дБм, работать разрешается в полосе радиочастот 87,5 - 108 МГц.
1. ↑  Постановление Правительства РФ от 12.10.2004 N 539 (ред. от 31.05.2021) "О порядке регистрации радиоэлектронных средств и высокочастотных устройств" \ КонсультантПлюс. www.consultant.ru. Дата обращения: 24 июня 2024. Архивировано 24 июня 2024 года.